# 弗洛伊德縣 (德克薩斯州)
弗洛伊德县（英語：Floyd County）是位於美國德克薩斯州北部狹地的一個縣。面積2,571平方公里。根據美國2000年人口普查估計，共有人口7,771人。縣治弗羅伊迭達（Floydada）。
成立於1876年8月21日，縣政府成立於同年1890年5月28日。縣名紀念在阿拉莫戰役中戰死的道爾芬·W·弗洛伊德（Dolphin Ward Floyd）。